# EZムービー
EZムービー（イージームービー）は、KDDI・沖縄セルラー電話連合のauの、CDMA 1X携帯電話（iidaブランド携帯電話を含む）に内蔵していた動画再生機能。

## ファイル形式
ファイル形式はAMCと3GPP2が採用されている。
AMCでは動画フォーマットにMPEG-4、音声フォーマットにMP3とQCelpを、3GPP2では動画フォーマットにMPEG-4、音声フォーマットにAACとAMRをそれぞれ採用している。それぞれのファイル形式には基本的に互換性が無い。
映像なしのファイルにも対応している。自分が所持するCDなどから、携帯電話対応の音声ファイル（通称「自作着うた」）を作る方法を公開しているサイトもある。これは本物の着うたや着うたフルと違って着信音登録などの制限が少ないため、一部のユーザーに人気を呼んでいる。

## ファイルサイズ
再生できるファイルサイズの上限は機種によって違うが、最低でもCDMA 1Xならば240KB以下、CDMA 1X WINならば1536KB以下のファイルなら再生できる。これらは、SDメモリやメモリースティックなどの外部メモリを使うと、確実に再生できる。最新機種の中には50MBを超えるファイルも再生できるものもある。
なお、EZムービーのネット配信には、独自のXHTMLタグを使用する必要がある。また、Eメールには、最大で500KBまで添付できる。

## 対応機種

### AMCに対応
- CDMA 1X
  - A1300シリーズ
  - A1401K、A1402S/S II
  - C5001T
  - A5300シリーズ
  - A5400シリーズ（A5406CAを除く）
  - A5501T、A5502K、A5503SA、A5504T
  - INFOBAR
- CDMA 1X WIN
  - W11H、W11K、W21H

### 3GPP2に対応
- CDMA 1X
  - A1403K、A1404S/S II、A1405PT
  - A5406CA
  - A5500シリーズ（A5501T、A5503SA、A5504Tを除く）
- CDMA 1X WIN
  - W21Hおよびmamorinoシリーズ（KYY01/02/05）、PT001（簡単ケータイS）、Mi-Look（KYY03）を除く全機種